# Akiba Maid War
Akiba Maid War (アキバ冥途戦争?, Akiba Meido sensō, lett. "Guerra delle cameriere di Akiba") è una serie televisiva anime creata dagli studi da Cygames e P.A. Works, diretta da Sōichi Masui e sceneggiata da Yoshihiro Hiki. Manabu Nii si è occupato del character design e Yoshihiro Ike della colonna sonora. La serie è stata trasmessa dal 7 ottobre al 23 dicembre 2022 su Tokyo MX, BS11, KBS Kyoto e SUN. Sentai Filmworks ha acquistato i diritti per lo streaming della serie, disponibile su HIDIVE. In Europa invece è stata distribuita da Crunchyroll.

## Trama
Akihabara, 1999. Una ragazza di 17 anni di nome Nagomi Wahira inizia il suo nuovo lavoro lavorando in un maid café a tema maiale, cercando di seguire il suo sogno di essere una cameriera allegra e laboriosa. Tuttavia scopre presto che il mondo dei maid cafe ad Akihabara è molto più spietato di quanto si aspettasse all'inizio.

## Personaggi

Da sinistra verso destra: Ranko, Nagomi, Shipon, Yumechi, Zoya e Yasuko

Nagomi Wahira (和平 なごみ?, Wahira Nagomi)
Doppiata da: Reina Kondō
Interpretata da: Hinata Satō
Una ragazza di 17 anni che si trasferisce ad Akiba per diventare cameriera in un maid café dopo aver visto un volantino del Tontokoton. Nonostante l'entusiasmo iniziale, Nagomi si disillude rapidamente quando viene trascinata negli schemi del locale e della sua direttrice e inizia a conoscere la dura realtà dell'essere una maid. Alla fine della serie, diventa disabile dopo che le hanno sparato alle gambe, ma continua a lavorare come maid nel 2018.
Ranko Mannen (万年 嵐子?, Mannen Ranko)
Doppiata da: Rina Satō
Interpretata da: Hotaru Nomoto
Una donna di 35 anni con un atteggiamento severo e professionale in ogni circostanza, sia che serva gli avventori del maid café sia che uccisa le cameriere rivali. Nonostante sia stata presentata come una novellina al Tontokoton, Ranko ha un passato nel mondo delle maid di Akiba che risale a più di dieci anni fa. Ha passato un periodo in prigione. In seguito viene uccisa mentre fa spese con Nagomi.
Yumechi (ゆめち?)
Doppiata da: Minami Tanaka
Interpretata da: Marina Nagasawa
Una delle maid veterane del Tontokoton, con un piccolo ma devoto seguito, capace di leggere le persone e di attivare il suo fascino a seconda delle necessità. È appassionata di puzzle. Il suo vero nome è Yume Hiiragi (柊 結夢?, Hīragi Yume).
Shipon (しぃぽん?)
Doppiata da: Tomoyo Kurosawa
Interpretata da: Rina Hashimoto
Una gyaru abbronzata nonché altra maid veterana del Tontokoton. Il suo vero nome è Shino Goto (後藤 志乃?, Gotō Shino).
Zoya (ゾーヤ?)
Doppiata da: Jenya
Interpretata da: Asana Mamoru
Una nuova maid del Tontokoton. Cresciuta nell'ex Unione Sovietica, i severi genitori le hanno proibito di toccare e giocare con gli oggetti carini. Diventa maid in Giappone dopo il crollo dell'Unione Sovietica, ma fatica ad affrontare la vita in Giappone prima di incontrare Ranko. Poiché ha ancora difficoltà con la lingua giapponese, parla spesso in russo.
Yasuko Yaegashi (八重樫 靖子?, Yaegashi Yasuko)
Doppiata da: Ayahi Takagaki
Interpretata da: Miyuki Torii
La direttrice del Tontokoton. La sua sfortuna con i soldi la porta a indebitarsi con il gruppo Beastland e i suoi piani per uscire dai debiti peggiorano la situazione.
Okachimachi (御徒町?)
Doppiata da: Aya Hirano
La mascotte del Tontokoton, nonostante sia un panda anziché un maiale. Okachimachi supporta gli altri membri del locale quando necessario. La sua identità si rivela in seguito essere la maid che ha sparato a Michiyo (ex datore di lavoro di Ranko) su ordine di Nagi.
Nerula (ねるら?, Nerura)
Doppiata da: Manaka Iwami
Una maid che lavora al Café Invasione Toron, di proprietà del Maidalien, rivale in affari del Tontokoton, che le permette di avere una certa conoscenza degli affari yakuza delle maid. Nonostante ciò, lei e Nagomi diventano amiche e in seguito sorelle giurate. In seguito viene uccisa per aver cercato di minare il tentativo di Maidalien di muovere guerre alle sue rivali, cosa che traumatizza profondamente Nagomi.
Esattore (取り立て屋?, Toritateya)
Doppiato da: Kōki Uchiyama
Interpretato da: Sōichirō Sorihashi
Un uomo vestito come un otaku stereotipato che funge da intermediario per il gruppo Beastland e i vari maid café di Akiba sotto la sua copertura. Viene ucciso da Nagi dopo che il Tontokoton vince il festival della "Scalata di O-Moe-sama".
Nagi (凪?)
Doppiata da: Junko Minagawa
Leader del gruppo Beastland, un tempo era nota come Uzuko e lavorava come maid alla casa del tè "Le Dame di compagnia" di Michiyo, che l'aveva allevata come succeditrice. È responsabile dell'orchestrazione della guerra tra le maid di Akihabara.

## Media

### Anime
La serie, prodotta da Cygames e animata dallo studio P.A. Works, è stata diretta da Sōichi Masui e sceneggiata da Yoshihiro Hiki, con Manabu Nii che ha curato il character design e Yoshihiro Ike che ha composto la colonna sonora. È stata trasmessa dal 7 ottobre al 23 dicembre 2022 su Tokyo MX, BS11, KBS Kyoto e SUN. La sigla d'apertura è Maid daikaiten (メイド大回転?), cantata dalle doppiatrici delle maid delle protagoniste mentre quella di chiusura Maid no komoriuta (冥途の子守唄?), interpretata da Rina Satō (ep. 1–11) e Reina Kondō (ep. 12). Sentai Filmworks ha concesso in licenza la serie ed è disponibile per lo streaming su HIDIVE. In Europa la serie è stata distribuita da Crunchyroll.

#### Episodi
| Nº | Titolo italiano Giapponese 「Kanji」 - Rōmaji | In onda          | In onda |
| Nº | Titolo italiano Giapponese 「Kanji」 - Rōmaji | Giapponese       |         |
| 1  | Adoro! Da oggi c'è una nuova maid ad Akiba! 「ブヒれ！今日からアキバの新人メイド！」 - Buhire! Kyō kara Akiba no shinjin Meido! | 7 ottobre 2022   |         |
| 1  | Nel 1985, ad Akiba una maid anziana viene assassinata da una rivale prima di entrare in una casa del tè. 14 anni dopo, Akiba è caratterizzata da molti maid café, e una ragazza di nome Nagomi Wahira si prepara a iniziare il suo primo lavoro come maid presso il "Tontokoton", un maid café a tema maialino dove lavorano due maid chiamate Yumechi e Shipon ed è presente anche un panda chiamato Okachimachi. Nagomi e Ranko Mannen, 35 anni, vengono messe subito in servizio come maid il giorno stesso, ma nonostante il loro entusiasmo, la loro mancanza di esperienza crea qualche problema alle colleghe. Ad un certo punto si presenta un otaku che minaccia la direttrice del locale per non aver pagato le quote alla sua organizzazione, "Beastland". La direttrice allora incarica Nagomi e Ranko di consegnare una lettera a mano al maid café rivale "Kiss Kiss Tsuki-chan". Dopo aver mangiato del ramen, le due ragazze si dirigono nel locale designato e scoprono che la busta era una provocazione, quindi Ranko spara alla capo cameriera del Kiss Kiss Tsuki-chan con una pistola e uccide il resto delle maid in strada mentre fugge con Nagomi. Le due tornano al locale e Nagomi, traumatizzata dagli ultimi eventi, pensa di fuggire, ma ci ripensa quando Ranko le dice che sono compagne di stanza. |                  |         |
| 2  | Yumechi, maga dell'azzardo moe-kyun! 「賭博萌キュン録 ゆめち」 - Tobaku moe kyun-roku yumechi | 14 ottobre 2022  |         |
| 2  | Mentre Nagomi cerca di metabolizzare gli eventi della notte precedente, la direttrice del Tontokoton, che non è riuscita nuovamente a pagare la quota al Beastland, si reca da uno strozzino, e gli consegna il locale come caparra, poi viene convinta a giocare i soldi prestati al Maid Casino, dove li perde tutti. La direttrice intende chiudere il locale, ma dopo essersi accorta che sono rimasti dei contanti in cassa, porta con sé le sue dipendenti al casinò per giocare d'azzardo e cercare di recuperare il denaro che le serve. Dopo che il gruppo ha perso il proprio denaro in vari giochi, la capo cameriera del casinò si offre di farle partecipare al "Moe Moe Poker", dove ricopre il ruolo di croupier, a patto che siano disposte a mettere in palio il proprio futuro. Una dopo l'altra, le maid perdono e finiscono in una gabbia, quindi Yumechi svela che la croupier e una giocatrice al tavolo stanno barando per volgere le cose a loro favore, ma perde anche lei. Lo strozzino viene quindi a festeggiare con la direttrice, ma Ranko gli spara con una pistola, libera le sue colleghe e si scatena un'altra sparatoria. Il casinò viene distrutto da una granata che provoca una fuga di gas, mentre le maid del Tontokoton fuggono verso il loro locale. |                  |         |
| 3  | Il pugno della maid. Quanto vale un pancreas? 「メイドの拳、膵臓の価値は」 - Meido no kobushi, Suizō no kachi wa | 21 ottobre 2022  |         |
| 3  | Un venditore di nome Kijima è in città per vendere un falso di una rara figure di un anime a una donna di nome Taira. Nel frattempo, il rappresentante del Beastland decide di far partecipare Ranko a un incontro di arti marziali truccato al Club Soffice Dolcezza di Akiba, di proprietà di Taira, per ripianare il debito del locale. La direttrice promette a Taira che Ranko dovrà arrendersi al terzo round, tuttavia mentre Taira sta per acquistare la figure, Ranko vince al primo round, inducendo Taira a sparare a Kijima per la rabbia. La direttrice allora promette di fare in modo che Ranko si arrenda all'ultimo round della finale, quindi Taira presenta a Ranko una donna russa che sarà la sua futura sfidante e ordina a Ranko di sbarazzarsi del corpo di Kijima. Nel frattempo, la direttrice e Shipon chiedono un prestito per scommettere su Ranko, offrendo i loro pancreas come garanzia. In finale, Ranko e la donna russa si affrontano in uno scontro impegnativo, dove viene rivelato che la seconda avrebbe voluto essere una cameriera anziché una sicaria. Ranko sconfigge la rivale, e prima che Taira possa vendicarsi, gli uomini di Kijima trovano un biglietto di Ranko che rivela che Taira è la vera assassina, quindi si scatena uno scontro tra le due parti. Yumechi trova nella borsa di Ranko la vera figure che aveva Kijima e la vende per aiutare la direttrice a pareggiare i conti con i venditori di organi. Il giorno dopo viene assunta Zoya, la donna russa con cui Ranko ha combattuto sul ring. |                  |         |
| 4  | Una storia vera! L'addestratrice di maiali, oink! 「実録！豚の調教師だブー‼」 - Jitsuroku! Buta no chōkyōshi da bū!! | 28 ottobre 2022  |         |
| 4  | Il capo dei Beastland giustizia una traditrice della sua organizzazione, quindi invia delle addestratrici in ogni maid café. Al Tontokoton si presenta quindi Sano, che butta fuori la direttrice e Okachimachi prima di impostare un brutale regime per le maid del locale. Sano compie abusi fisici ed emotivi per diversi giorni, costringendo le maid a sessioni di lotta, le incarica di scolpire un monumento a Beastland sul tetto e chiede loro di guadagnare 100.000 yen al giorno. Shipon cerca di guidare una rivolta contro Sano, ma questa mette le altre maid contro di lei, perciò Shipon tenta di fuggire, aiutata da Ranko, ma cambia idea dopo aver visto la direttrice e Okachimachi rovistare nella spazzatura, quindi si trucca in modo diverso per rendere felice Sano. Alla fine della settimana, Sano lascia il locale, ma tornano la direttrice e Okachimachi con un bazooka. Mentre le maid sono in preda al delirio, Shipon distrugge il monumento a Beastland con il bazooka, ricordando alle sue amiche che sono diventate maid per divertimento, non per profitto. Qualche giorno dopo, Sano torna al locale e scopre che tutto è tornato come prima, quindi fugge temendo l'ira del suo capo, mentre Nagomi mostra le sue abilità al cuoco del ramen. |                  |         |
| 5  | Profondo rosso! Felici trentasei anni! 「赤に沈む！三十六歳生誕祭！」 - Aka ni shizumu! Sanjūroku-sai seitansai! | 4 novembre 2022  |         |
| 5  | Dato che il Tontokoton ha un disperato bisogno di fondi per pagare i suoi debiti, Nagomi, sotto consiglio dell'amica maid Nerula, decide di organizzare una festa per il 36º compleanno di Ranko. Nonostante il personale del locale rifiuti l'idea, Ranko e Nagomi si adoperano per organizzare un evento dedicato e si recano al Maid sheep, affiliato di Beastland, per cercare dei clienti. Tuttavia la maid Kaoruko e la sua clientela riserva loro una fredda accoglienza, portando le due ad andarsene, quindi tramite un flashback del 1985 viene mostrato che Ranko ha sempre avuto un codice di non violenza generale. Nel presente, Kaoruko e alcune maid rapiscono Nagomi e Ranko, facendole entrare in un gigantesco barile che verrà riempito di succo di pomodoro. Mentre le due tentano di liberarsi, Ranko racconta a Nagomi di aver trascorso un periodo in "galera" per le sue azioni di 14 anni fa e di essere felice che Nagomi abbia cercato di organizzare una festa per lei. Le loro colleghe, sotto suggerimento di Okachimachi, riescono a trovarle e le salvano dalla loro prigionia, uccidendo tutte le maid del locale. Tornate al Tontokoton, le ragazze danno inizio alla festa di Ranko e Okachimachi consegna alla direttrice la cassa del Maid sheep, i cui fondi serviranno per risarcire gli ultimi danni causati in giro. |                  |         |
| 6  | Una tazza di sangue fra sorelle. La folle mazza rossa 「姉妹盃に注ぐ血 赤バットの凶行」 - Shimai sakazuki ni sosogu chi aka Batto no kyōkō | 11 novembre 2022 |         |
| 6  | Manami Yamagishi, una leggendaria maid nota come la "Supernova Rossa", viene rilasciata di prigione e scortata al quartier generale del gruppo Maidalien dove prende il comando con l'intenzione di vendicare la caduta del Kiss Kiss Tsuki-chan. Nel frattempo, il capo di Beastland incarica il Tontokoton di occuparsi della leader di Maidalien, quindi la direttrice riunisce le sue maid e Ranko e Zoya suggeriscono di assassinare la leader nemica, poiché le altre alternative porterebbero alla loro morte. Nagomi teme che una guerra tra bande possa mettere in pericolo Nerula, così la direttrice le suggerisce di suggellare un patto di sorellanza grazie all'aiuto del cuoco del ramen. Il giorno dopo, Nerula riceve l'ordine di distruggere il Tontokoton da Manami, quindi avvisa Nagomi e fa una soffiata a un poliziotto, ma questo viene corrotto da Manami e la sua aiutante Miyabi, che iniziano a dare la caccia a Nerula dopo aver scoperto che lei è la talpa. Nagomi e Ranko incontrano Nerula nel suo nascondiglio, ma poco dopo arrivano anche Manami e Miyabi, intente ad uccidere la traditrice. Nerula si assume le responsabilità delle sue azioni e cerca di eliminare Manami, ma viene uccisa a colpi di pistola davanti a Nagomi. Le Maidalien fuggono prima dell'arrivo della polizia, mentre Nagomi ascolta le ultime parole di Nerula. |                  |         |
| 7  | La Faida delle Bestie! Il sanguinoso scontro con le aliene di Akiba!! 「獣抗争史！秋葉外生命体血戦！！」 - Kedamono kōsō-shi! Akiba-gai seimei-tai kessen!! | 18 novembre 2022 |         |
| 7  | Una settimana dopo l'omicidio di Nerula, Nagomi lascia il Tontokoton e Ranko scopre che l'amica ha iniziato a lavorare in un locale a tema ninja, nella speranza di nascondersi dalle scorribande delle maid. Dopo aver conversato con alcuni clienti abituali di Nerula e il cuoco del ramen, Nagomi cambia idea e decide di utilizzare le tecniche ninja che ha imparato per aiutare le maid del Tontokoton. Qualche tempo dopo, Manami e un nutrito gruppo di maid del Maidalien fanno irruzione nel Tontokoton con lo scopo di distruggerlo, e durante la guerriglia, Nagomi tende loro un'imboscata con delle bombe fumogene e kunai per aiutare le sue amiche. Manami e Miyabi si ritirano e la prima cerca di chiamare i rinforzi, ma scopre che Maidalien sta stringendo un patto con Beastland per cessare ogni ostilità e che Ugaki che ripreso il comando dell'organizzazione, abbandonando Manami al suo destino. Ranko e Nagomi trovano Manami ferita in un parco vicino, ma Nagomi si rifiuta di ucciderla e le chiede di continuare a vivere come maid. Manami torna alla sede delle Maidalien, dove le dirigenti la uccidono a colpi di pistola, e nel mentre Nagi, capo di Beastland, pensa che sarebbe stato meglio che il Tontokoton fosse stato annientato quel giorno. |                  |         |
| 8  | La palla bianca macchiata di sangue fresco 「鮮血に染まる白球 栄光は君に輝キュン♡」 - Senketsu ni somaru hakkyū eikō wa kimi ni kagaya-kyun | 25 novembre 2022 |         |
| 8  | Dopo essere stato assorbito da Beastland, Maidalien è divenuto un maid café a tema axolotl chiamato "Memory Animal Café Assolotte". Durante il funerale di Manami, la direttrice del Tontokoton viene a porgere i suoi omaggi con l'esattore, ma finisce per far arrabbiare le maid presenti, quindi Nagi ordina a entrambe le parti di risolvere le loro incomprensioni con una partita di baseball. Dato che il locale è a corto del numero minimo di giocatori, la direttrice assume tre turisti venezuelani (José, Luis e Antonio) in squadra. Inizialmente la partita volge a loro favore, ma la situazione si ribalta quando Ugaki ordina alla sua squadra di barare. La partita degenera in una rissa, nonostante gli sforzi di Nagomi di disputare un incontro leale, quindi alcune maid dell'Assolotte, sorprese dalla sua determinazione, iniziano a ignorare gli ordini di Ugaki. Quest'ultima attacca Ranko con una mazza, ma viene fermata da Zoya, quindi Ugaki viene pugnalata alle spalle da Miyabi vestita da mascotte, che viene uccisa poco dopo. La squadra dell'Assolotte finge che Ugaki sia ancora viva per terminare la sfida, e Ranko vince con uno strikeout. Dopo la partita, Ranko incontra Nagi, un tempo nota come Uzoko, che le dice che in passato avrebbe dovuto combattere per la loro padrona e che ora deve farlo per Beastland. |                  |         |
| 9  | Il selvaggio ecosistema di Akiba! La scalata di O-Moe-sama! 「秋葉生態系狂騒曲！メイドの萌え登り！！」 - Akiba seitaikei kyōsō kyoku! Meido no moe nobori!! | 2 dicembre 2022  |         |
| 9  | In vista del festival della "Scalata di O-Moe-sama", una celebrazione in onore della prima maid di Akiba, tutti i maid café locali preparano delle bancarelle in cui accolgono i visitatori, in attesa di gareggiare per raggiungere la cima di una gigantesca statua di O-Moe, dove il maid café vincitore otterrà maggiore prestigio e vendite. Poiché Beastland è l'unico organizzatore del festival di quest'anno, l'esattore ha il compito di istruire tutti i maid café affinché il Gira Gi-Lion, il locale di proprietà di Nagi, sia il vincitore della gara. Tuttavia la direttrice del Tontokoton perde la sua copia delle linee guida mentre il personale prepara delle zampe di maiale e uno stand per venderle al festival, tuttavia si rendono presto conto che il loro stand non è sulla mappa dell'evento. Nagomi cerca così di vendere le zampe di maiale in giro, ma alcune maid la maltrattano e portano il Tontokoton a chiedere loro perdono. Alla sera, le maid del Tontokoton saltano la fila per gareggiare alla scalata della statua, affrontando diverse altre maid di Beastland e Nagomi riesce a piazzare il simbolo del locale in cima, vincendo. Dopo la gara, Nagi incorona Nagomi sul palco come la O-Moe-sama dell'anno, dopodiché nel dietro le quinte fa assassinare l'esattore. |                  |         |
| 10 | Il cuore di una maid. Lacrime nella pioggia a Electric Town. 「メイド心中 電気街を濡らす涙雨」 - Meido shinjū denkigai o nurasu namidaame | 9 dicembre 2022  |         |
| 10 | Il signor Suehiro strangola a morte una maid prima di andare al Tontokoton, dove gli affari vanno a gonfie vele dopo il festival. Suehiro chiede a Ranko di uscire con lui, e sebbene Nagomi sia contraria all'idea che Ranko si innamori, la direttrice accetta a nome della dipendente, credendo che Suehiro sia un ricco banchiere. Okachimachi cerca di impedire a Ranko di uscire con lui, ma le altre colleghe la aiutano con il trucco e i vestiti. I due trascorrono la giornata a Ueno e alla sera lui le offre di fuggire a Sapporo l'indomani. Dopo che Suehiro se ne è andato, Okachimachi avverte Ranko che l'uomo ha intenzione di ucciderla, quindi rivela di essere la maid che ha assassinato Michiyo, il suo precedente capo, ma Suehiro cercò di ucciderla. Dopo essersi salvata, decise di nascondersi indossando un costume da panda e finì dopo diverso tempo al Tontokoton, che aveva sostituito la casa del tè di 14 anni prima, ma dopo l'arrivo di Ranko, fu costretta a rimanere in silenzio. Ranko allora decide di risparmiarla perché convinta che Michiyo non avrebbe voluto ucciderla, quindi la sera dopo decide di occuparsi di Suehiro, ma non riesce a incontrarlo in quanto Okachimachi gli spara prima che possa andare in stazione. Al locale, Okachimachi rivela a Ranko che Nagi era la mandante dell'omicidio di Michiyo e che adesso vuole anche la sua vita. Alla fine viene mostrato che Suehiro voleva veramente fuggire con Ranko da Akiba, tenendo in mano un anello di fidanzamento prima che Okachimachi gli sparasse.                                                                                          |                  |         |
| 11 | Una battaglia per niente moe 「萌えなき戦い」 - Moenaki tatakai | 16 dicembre 2022 |         |
| 11 | Beastland informa il Tontokoton di averlo disconosciuto dal gruppo, dopodiché imbratta le mura esterne a scopo di diffamarlo e fa uccidere uno dei clienti abituali di Nagomi. Ranko decide di raccontare alle colleghe il suo passato con Nagi e Michiyo e decide di affrontare Nagi da sola, ma la mattina dopo il resto del Tontokoton decide di supportarla. La direttrice, Shipon, Yumechi, Zoya e Okachimachi prendono in ostaggio la maid capo del Gira Gi-Lion per attirare l'attenzione delle forze principali di Beastland, mentre Nagomi e Ranko si introducono nel quartier generale. Nagi, che aveva già previsto la loro mossa, costringe le due ragazze ad arrendersi, mentre uno squadrone di maid spara attraverso le finestre del Gira Gi-Lion contro il personale del Tontokoton. Nell'ufficio di Nagi, questa costringe Ranko e Nagomi a implorare per la loro vita e per quella del loro locale; dopo varie suppliche, Nagi decide di ritirare il suo disconoscimento a patto che guadagnino dieci volte più di prima. Il giorno dopo, Ranko e Nagomi fanno acquisti in un mercato di strada e ad un certo punto una maid uccide Ranko alle spalle. |                  |         |
| 12 | La fine del moe 「萌えの果て」 - Moe no hate | 23 dicembre 2022 |         |
| 12 | Le alleate di Nagi trovano l'assassina di Ranko, che è l'unica maid sopravvissuta al massacro del Kiss Kiss Tsuki-chan, e Nagi decide di liberarla per pensare al Tontokoton. Nel frattempo, Nagomi gira armata con il revolver di Ranko, attacca una maid in un vicolo e va dal cuoco del ramen che le racconta che Uzuko era un'orfana che era stata allevata da Michiyo per diventare la sua succeditrice. Tuttavia, dopo aver assunto Ranko, Michiyo decise di diventare più pacifica, ma Uzuko non riuscì ad accettare il cambiamento e fece in modo che Michiyo venisse uccisa e Ranko arrestata, diventando infine Nagi. In strada, Nagomi viene aggredita dalla maid di prima e dalle sue colleghe, ma viene salvata dalla polizia. Il Tontokoton si prepara alla guerra, Nagomi si sfoga mentre guarda tra gli effetti personali di Ranko e Nagi uccide delle colleghe che dubitano di lei. Il giorno designato, Nagi e più di 20 maid vanno al Tontokoton armate, ma con loro sorpresa vengono trattate come normali clienti, quindi Nagomi si esibisce in una canzone, e continua la sua esibizione anche dopo che Nagomi le ha sparato. Nagomi sottolinea che le maid devono rendere felici le persone, ma Nagi spara il resto della cartuccia contro di lei, ma viene colpita a sua volta dalla maid che ha ucciso Ranko e impalata da una lancia di bambù di Okachimachi. 19 anni dopo, nel 2018, la violenza tra maid è stata debellata, e due clienti abituali di Nagomi, ormai adulti, portano un loro amico a visitare il rinnovato Tontokoton. Qui incontrano Nagomi, ora adulta e su una sedia a rotelle, che li accoglie in modo amichevole. |                  |         |

#### Home video

##### Giappone
Gli episodi della serie sono stati pubblicati in Blu-ray dall'11 gennaio 2023 al 3 marzo 2023.
| Volume | Episodi | Data di pubblicazione |
| ------ | ------- | --------------------- |
| 1      | 1–4     | 11 gennaio 2023       |
| 2      | 5–8     | 3 febbraio 2023       |
| 3      | 9–12    | 3 marzo 2023          |

### Teatro
Il 26 dicembre 2022 è stato annunciato un adattamento teatrale, con Keita Kawajiri che ha scritto e diretto la produzione. È andato in scena al Teatro Hakuhinkan di Tokyo dal 6 al 10 settembre 2023.

## Accoglienza
Secondo Christopher Farris di Anime News Network, Akiba Maid War è stato ispirato da Black Lagoon: Roberta's Blood Trail e dai film thriller polizieschi degli anni '90, dove i membri della yakuza sono sostituiti da maid e i dialoghi sono caratterizzati da giochi di parole carini, anche se le protagoniste sono impegnate in sparatorie. La dissonanza tra le due cose si mostrava genuinamente divertente, mentre la struttura narrativa della serie riusciva a sostenersi senza problemi. Nonostante ciò, alcune dissonanze erano un po' discutibili, come la rappresentazione della rete di locali per otaku di Akiba come una vasta rete criminale sia ampiamente accettata nella visione contorta di questo universo narrativo. In mezzo a tante assurdità, la serie offriva anche dei punti di riflessione relativamente seri riguardo alla relazione dei singoli personaggi, oltre che presentare una forte invocazione della cultura dei maid café, che sapeva essere toccante a modo suo. In conclusione, la serie non aveva bisogno di una stagione sequel per ciò che voleva narrare, e Farris ne consigliò la visione anche solo per vedere fino a che punto poteva arrivare. La serie si è classificata al secondo posto nella categoria "Miglior serie original" ai NekoAwards 2023 di AnimeClick.it.